# مارچلو آنیولتو
مارچلو آنیولتو (به ایتالیایی: Marcello Agnoletto) بازیکن فوتبال و مدافع اهل ایتالیا است که از سال ۱۹۵۶ میلادی عضو تیم ملی فوتبال ایتالیا بوده و در ۱ بازی ملی حضور داشته‌است. او در بازی‌های ملی‌اش گلی به ثمر نرساند.
مارچلو آنیولتو آخرین بازی ملی خود را در سال ۱۹۵۶ میلادی انجام داد.